# Бездоганний (фільм)
«Бездоганний» (англ. Bad Education — «Погана освіта») — американський кримінальний комедійно-драматичний фільм режисера Корі Фінлі, знятий за сценарієм Майка Маковскі. Головні ролі виконують Г'ю Джекман і Еллісон Дженні.

## Сюжет
Заснований на реальних подіях, фільм розповідає про найбільшу розтрату бюджетних коштів школи в історії США.

## Акторський склад
- Г'ю Джекман — Френк Тессон
- Еллісон Дженні — Пем Глаклін
- Рей Романо — Боб Спайсер
- Джеральдін Вісванатан — Рейчел Бхаргава
- Велкер Вайт — Мері Енн
- Анналі Ешфорд — Дженні Аквіла
- Рафаель Касаль — Кайл Контерас
- Стівен Спінелла — Том Туджеро
- Гарі Діллон — Девід Бхаргава
- Алекс Вулфф — Нік Флайшмен
- Кейлі Картер — Ембер Маккарден
- Джиммі Монголо — Джим Маккарден
- Рей Абруццо — Говард Глаклін
- Стефані Курцуба — Керол Швайцер

## Виробництво
У травні 2018 року було оголошено, що Г'ю Джекман знаходиться на стадії переговорів щодо участі у фільмі. Корі Фінлі був оголошений як режисер, а Майк Маковскі, який написав сценарій на основі статті Роберта Колкера «Поганий суперінтендант» у The New York Times, — як сценарист. Маковскі, Фред Бергер, Браян Кевена-Джонс, Джулія Лебедєв, Орен Моверман і Едді Вайсман були оголошені продюсерами від компаній Automatik, Sight Unseen і Slater Hall. У червні того ж року до акторського складу приєдналася Еллісон Дженні, в липні — Джеральдін Вісванатан і Рей Романо, і в жовтні — Алекс Вулфф, Рафаель Касаль, Стівен Спінелла, Анналі Ешфорд, Гарі Діллон, Джиммі Монголо, Джеремі Шамос, Кетрін Нардуччі, Велкер Вайт, Стефані Курцуба, Пітер Еппел, Рей Абруццо, Кетрін Кертін і Кейлі Картер.
Зйомки фільму проходили з 1 жовтня по 16 листопада 2018 року.

## Реліз
Світова прем'єра фільму відбулася 8 вересня 2019 року на Міжнародному кінофестивалі в Торонто, після чого, в тому ж місяці, компанія HBO Films придбала права на його дистрибуцію. Прем'єра фільму на HBO відбулася 25 квітня 2020 року.

## Прийняття
Фільм отримав позитивні відгуки критиків. На інтернет-агрегаторі Rotten Tomatoes він має рейтинг 93 % на основі 85 рецензій. Metacritic дав фільму 79 із 100 можливих балів на основі 24 рецензій, що відповідає статусу «переважно позитивні відгуки».